# Marilyn Waring

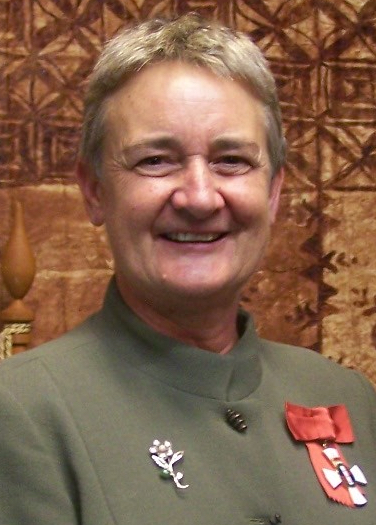
Marilyn Waring (2008)

Marilyn Joy Waring, DNZM (* 7. Oktober 1952 in Ngaruawahia) ist eine neuseeländische Politikerin, Hochschullehrerin und Feministin.
Waring wurde 1975 mit 23 Jahren das jüngste Mitglied des neuseeländischen Parlaments und gehörte bis 1984 dem House of Representatives an. Zur Zeit ihrer Wahl war sie erst die fünfzehnte Frau, die jemals in das neuseeländische Parlament gewählt wurde.

## Leben
Waring wurde 1952 in der Kleinstadt Ngāruawāhia auf Neuseelands Nordinsel als Tochter eines Fleischers geboren. Sie erlebte eine typische Kindheit der Arbeiterklasse in einer Region, die durch Milchwirtschaft und Kohlebergbau geprägt war.
Waring studierte die Fachrichtungen Politikwissenschaften und Internationale Politik an der Victoria University of Wellington und schloss 1973 mit dem Bachelor ab. Rückblickend berichtete sie 2017, dass sie zu dieser Zeit Diplomatin im Außenministerium werden wollte und noch nicht die Absicht hatte, für das Parlament zu kandidieren. 1974 erreichte Waring den Abschluss Bachelor with Honours. Im Oktober des gleichen Jahres nahm sie eine Stelle als Wissenschaftlerin bei der New Zealand National Party an.
Von 1975 bis 1984 vertrat sie als Abgeordnete der New Zealand National Party nacheinander die Wahlkreise Raglan, für den fast 50 Jahre zuvor schon ihr Urgroßvater erfolglos kandidierte und Waipa im Repräsentantenhaus. Nach ihrer Wiederwahl im Jahr 1978 wurde sie Vorsitzende des Finanzausschusses. Neben anderen Ausschussmitgliedschaften war sie offizielle Beobachterin bei der Kommission für die Stellung der Frau bei den Vereinten Nationen und leitete die neuseeländische Delegation bei der OECD-Konferenz über die Stellung der Frau in der Wirtschaft im Jahr 1978.
Nach ihrem Ausscheiden aus dem Parlament widmete sie sich der Forschung und wurde 1989 an der University of Waikato in Wirtschaftspolitik zum Ph.D. promoviert. Im folgenden Jahr erhielt sie ein Stipendium der University of Waikato, um ihre Forschungen über „weibliche Menschenrechte“ fortsetzen zu können. Von 1991 bis 1994 war sie hier Dozentin für Public Policy und Menschenrechtspolitik und übernahm anschließend eine Professur für Public Policy an der Massey University.
Im Jahr 2006 wechselte sie an die Auckland University of Technology, wo sie eine Professur für Public Policy am Institute for Public Policy übernahm. Gastdozenturen nahm sie zudem an der Harvard University und der Rutgers University wahr.

## Ehrungen (Auswahl)
Im Jahr 2008 wurde sie zum Companion des New Zealand Order of Merit ernannt. Die Glasgow Caledonian University verlieh ihr 2011 die Ehrendoktorwürde (D.Litt.). Die neuseeländische Sektion von Amnesty International zeichnete sie 2013 mit dem New Zealand’s Human Rights Defender Award aus.

## Veröffentlichungen
- Women, Politics, and Power. Essays. Unwin, Wellington 1984, ISBN 0-86861-562-5.

u. a. zu den Themen Frauen im Parlament, Apartheid im neuseeländischen Sport und atomwaffenfreies Neuseeland
- If Women Counted. A New Feminist Economics. Harper & Row, San Francisco u. a. 1988, ISBN 0-06-250933-0, wiederholte Neuauflagen, auch bei Macmillan Publishers unter dem gleichen Titel sowie unter dem Titel "Counting for Nothing" bei George Allen & Unwin und University of Toronto Press.

In ihrem bekanntesten Werk beschreibt Waring, wie die Wirtschaft es schafft, die weibliche Arbeitskraft herunterzuspielen und unsichtbar werden zu lassen.
- Three Masquerades. Essays on Equality, Work and Hu(man) Rights, Auckland University Press mit Bridget Williams Books, Auckland 1996, ISBN 0-8020-8076-6.

u. a. Bezug auf Warings Jahre im Parlament, die sie als „eine Erfahrung der nachgemachten Gleichheit“ (Zitat) beschreibt, sowie auf ihre Erfahrungen in der Landwirtschaft und im Bereich der Entwicklung, wo sie „täglich mit dem Hohn des Ausschlusses von unbezahlter Frauenarbeit aus den politischen Entscheidungsprozessen“ (Zitat) konfrontiert wurde, Waring beschreibt hier auch die Zusammenhänge zwischen Gleichberechtigung, Arbeit und Menschenrechten. „Bis alle dieser Fragestellung ausgesetzt sind, wird sich nichts ändern in der Dynamik, wer richtet, wer bestimmt, wer herrscht und wer beeinflusst...“ (Zitat)
- In the Lifetime of a Goat. Writings 1984–2000, Bridget Williams Books, Wellington 2004, ISBN 1-877242-09-8.

- Hg. zusammen mit Christa Fouché: Managing Mayhem. Work Life Balance in New Zealand, Dunmore Publishing, Wellington 2007, ISBN 978-1-877399-28-2.

- 1 Way 2 C the World. Writings 1984–2006, University of Toronto Press, Toronto 2011, mehrere Neuauflagen, ISBN 978-0-8020-9375-2, 2009 und 2017 als E-Book, ISBN 978-1-4426-8726-4.

- zusammen mit Anit N. Mukherjee und Robert Carr: Who Cares? The Economics of Dignity (Wer hilft? Die Ökonomie der menschlichen Würde), Commonwealth Secretariat, London 2011, ISBN 978-1-84929-019-7.

Im Mittelpunkt stehen Fallstudien zu den gesellschaftlich meist unsichtbaren Pflegekräften und Betreuern von HIV-Infizierten auf Haushaltsebene. Dabei erfahren die menschliche Würde als Menschenrecht und ökonomischer Faktor sowie notwendige soziale und ökonomische Bedingungen für die Helfenden besondere Beachtung. Die Schrift enthält zudem Handlungsempfehlungen sowie Vorschläge zu Analyse und Erforschung der öffentlichen Politik hinsichtlich HIV-Infizierten und ihres Umfelds.
- zusammen mit Kate Kearins: Thesis Survivor Stories. Practical Advice on Getting Through Your PhD or Masters Thesis, Exisle Publishing, Wollombi 2011, ISBN 978-0-9582997-2-5.

- zusammen mit Anit N. Mukherjee u. a.: Anticipatory Social Protection. Claiming Dignity and Rights (Vorsorglicher sozialer Schutz. Einfordern von Würde und Rechten), Commonwealth Secretariat, London 2013, ISBN 978-1-84929-095-1.

Diese Veröffentlichung präsentiert Analysen und Diskussionen zum unzureichenden sozialen Schutz von benachteiligten Bevölkerungsgruppen sowie Grundsätze und Strategien zu einer menschenrechtsbasierten, geschlechtergleichstellenden vorsorgend schützenden Sozialpolitik.
- The political years, Bridget Williams Books, Wellington 2019, ISBN 978-1-988545-93-6.

autobiografisches Buch über die Jahre als Abgeordnete des neuseeländischen Parlaments